# Aspilaria
Aspilaria là một chi bướm đêm thuộc họ Geometridae.